# Rudolf Singule
Rudolf von Singule (8. dubna 1883 Pula – 2. května 1945 Brno) byl česko-německý voják a jeden z nejúspěšnějších rakousko-uherských velitelů ponorek za první světové války.

## Životopis

### Mládí a vzestup
Rudolf Singule se narodil 8. dubna 1883 v chorvatské Pule. Jeho otec, Rudolf Singule starší, byl brněnský továrník, který v Pule pracoval jako adjunkt námořního komisariátu. Jeho matka se jmenovala Anna Wilhelmine Singule (roz. Stieber). Singule absolvoval námořní akademii ve Fiume (nynější Rijece) a poté sloužil na lodi SMS Budapest. Po ukončení důstojnického kurzu se Rudolf Singule plavil na křižníku SMS Aspern do Číny. V roce 1909 přestoupil na právě založenou ponorkovou základnu v Pule, kde se stal jedním z prvních ponorkových důstojníků. V roce 1911 se oženil s Dorou Schneider, která byla židovského původu, a o rok později se stal velitelem ponorky U4.

### První světová válka
Po vypuknutí první světové války se vrátil na základnu v Pule a následně působil v Rakousko-uherské ponorkové flotile. Pod jeho velením ponorka U4 v červnu 1915 torpédovala britský křižník HMS Dublin a vážně ho poškodila. Dne 18. července 1915 potopil italský pancéřový křižník Guiseppe Garibaldi, vlajkovou loď italské eskadry v Jaderském moři. V červnu 1917 torpédoval francouzskou loď Berthilde. Celkově měl na kontě jeden potopený i jeden vyřazený křižník a také 14 zničených a dvě poškozené nákladní lodě. Údajně vždy dbal na to, na rozdíl od německých ponorkářů, aby posádky obchodních lodí měly čas nastoupit do záchranných člunů a účastnil se záchrany trosečníků z potopených lodí.
Po skončení první světové války se vrátil do Brna. Zvolil si československé občanství a začal pracovat jako úředník v penzijní pojišťovně. Stále byl veden jako záložní důstojník ženijního vojska. Dne 21. prosince 1929 mu byl udělen Rytířský kříž Vojenského řádu Marie Terezie.

### Druhá světová válka
Po obsazení Československa v březnu 1939 se vzdal československého občanství a přijal německé. K tomuto kroku jej nejspíš vedla obava o život své ženy a tří dcer. V roce 1940 zemřela jeho manželka Dora a on se oženil znovu, tentokrát s Němkou a nacistkou Margharete von Brausewetter. Ve svých 56 letech se nechal opět naverbovat. V letech 1940 až 1943 byl v hodnosti korvetního kapitána velitelem školní ponorky UD-4. Byl pravděpodobně jediným Čechem v Hitlerově Kriegsmarine. V roce 1943 byl penzionován.
Při osvobozování Československa byl ve svém domě v Brně. Dne 2. května 1945 se údajně zastal na ulici ženy, kterou obtěžovali opilí rudoarmějci. Ti jej smrtelně zranili (v pitevní zprávě je napsáno, že byl zastřelen). Podle druhé verze byl zastřelen, když chránil svůj dům před rabováním.
Rudolf Singule byl pohřben v neoznačeném hrobě na Ústředním hřbitově v Brně. V roce 1997 byl jeho hrob řádně označen a v roce 2006 opraven na náklady Brněnského městského střeleckého sboru a ze sbírky klubů vojenské historie.